# Бодзанув (Мазовецьке воєводство)
Бодзанув (пол. Bodzanów) — місто в Польщі, у гміні Бодзанув Плоцького повіту Мазовецького воєводства.
Населення — 1268 осіб (2011). До 1 січня 2021 року у селі був уряд гміни. З 1 січня 2021 року уряд гміни перенесено у село Ходково
1 січня 2023 року Бодзанув набув статусу міста. Попри це, уряд гміни залишився у селі Ходково. Таким чином, Бодзанув став другим містом Польщі у складі місько-сільської гміни (перше - гміна Нове Скальмежице), де органи управління розташовано не у місті. Через це очільник гміни протягом усього 2023 року не міг стати бургомістром, а залишався війтом (єдина така ситуація в Польщі).
1 січня 2024 року до меж Бодзанува було включено ряд ділянок площею 9,75 га з території села Ходково вздовж вулиці Банкової, зокрема і уряд гміни. Офіційна садиба гміни не була змінена, тож село Ходково формально й надалі залишається місцем розташування гміни Бодзанув, попри те, що садиба гміни, згідно кадастру знаходиться в межах міста Бодзанува з 2024 року.
У 1975-1998 роках село належало до Плоцького воєводства. 

## Демографія
Демографічна структура станом на 31 березня 2011 року:
|          | Загалом | Допрацездатний вік | Працездатний вік | Постпрацездатний вік |
| -------- | ------- | ------------------ | ---------------- | -------------------- |
| Чоловіки | 628     | 137                | 437              | 54                   |
| Жінки    | 640     | 131                | 366              | 143                  |
| Разом    | 1268    | 268                | 803              | 197                  |